# Percy Tau
Percy Tau (sinh ngày 13 tháng 5 năm 1994) là cầu thủ bóng đá người Nam Phi chơi ở vị trí tiền vệ cho câu lạc bộ Thép Xanh Nam Định tại V.League 1 và đội tuyển bóng đá quốc gia Nam Phi.

## Thống kê sự nghiệp

### Câu lạc bộ
Tính đến 3 tháng 1 năm 2025
| Câu lạc bộ             | Mùa giải            | Giải đấu                       | Giải đấu | Giải đấu | Cúp quốc gia | Cúp quốc gia | Cúp liên đoàn | Cúp liên đoàn | Châu lục | Châu lục | Khác | Khác | Tổng cộng | Tổng cộng |
| Câu lạc bộ             | Mùa giải            | Hạng đấu                       | Trận     | Bàn      | Trận         | Bàn          | Trận          | Bàn           | Trận     | Bàn      | Trận | Bàn  | Trận      | Bàn       |
| ---------------------- | ------------------- | ------------------------------ | -------- | -------- | ------------ | ------------ | ------------- | ------------- | -------- | -------- | ---- | ---- | --------- | --------- |
| Mamelodi Sundowns      | 2013–14             | South African Premier Division | 1        | 0        | 1            | 1            | 0             | 0             | —        | —        | 0    | 0    | 2         | 1         |
| Mamelodi Sundowns      | 2014–15             | South African Premier Division | 5        | 0        | 1            | 0            | 0             | 0             | 1        | 1        | 1    | 0    | 8         | 1         |
| Mamelodi Sundowns      | 2016–17             | South African Premier Division | 29       | 7        | 1            | 0            | 2             | 0             | 7        | 2        | 4    | 0    | 43        | 9         |
| Mamelodi Sundowns      | 2017–18             | South African Premier Division | 30       | 11       | 3            | 2            | 1             | 0             | 13       | 0        | 3    | 1    | 50        | 14        |
| Mamelodi Sundowns      | Tổng cộng           | Tổng cộng                      | 65       | 18       | 6            | 3            | 3             | 0             | 21       | 3        | 8    | 1    | 103       | 25        |
| Witbank Spurs (mượn)   | 2015–16             | National First Division        | 11       | 3        | 0            | 0            | —             | —             | —        | —        | —    | —    | 11        | 3         |
| Brighton & Hove Albion | 2018–19             | Premier League                 | 0        | 0        | 0            | 0            | 0             | 0             | —        | —        | —    | —    | 0         | 0         |
| Brighton & Hove Albion | 2020–21             | Premier League                 | 3        | 0        | 3            | 0            | 0             | 0             | —        | —        | —    | —    | 6         | 0         |
| Brighton & Hove Albion | Tổng cộng           | Tổng cộng                      | 3        | 0        | 3            | 0            | 0             | 0             | 0        | 0        | 0    | 0    | 6         | 0         |
| Union SG (mượn)        | 2018–19             | Belgian First Division B       | 23       | 6        | 6            | 4            | —             | —             | —        | —        | 6    | 3    | 35        | 13        |
| Club Brugge (mượn)     | 2019–20             | Belgian Pro League             | 18       | 3        | 4            | 1            | —             | —             | 8        | 0        | 0    | 0    | 30        | 4         |
| Anderlecht (mượn)      | 2020–21             | Belgian Pro League             | 14       | 4        | 0            | 0            | —             | —             | —        | —        | —    | —    | 14        | 4         |
| Al Ahly                | 2021–22             | Egyptian Premier League        | 20       | 5        | 2            | 0            | —             | —             | 10       | 3        | 2    | 0    | 34        | 8         |
| Al Ahly                | 2022–23             | Egyptian Premier League        | 21       | 3        | 4            | 1            | —             | —             | 12       | 5        | 5    | 1    | 42        | 10        |
| Al Ahly                | 2023–24             | Egyptian Premier League        | 10       | 7        | 1            | 0            | —             | —             | 12       | 1        | 10   | 1    | 33        | 9         |
| Al Ahly                | 2024–25             | Egyptian Premier League        | 6        | 0        | —            | —            | 0             | 0             | 6        | 3        | 4    | 0    | 16        | 3         |
| Al Ahly                | Tổng cộng           | Tổng cộng                      | 59       | 17       | 7            | 1            | 0             | 0             | 40       | 12       | 21   | 2    | 125       | 30        |
| Qatar SC               | 2024–25             | Qatar Stars League             | 9        | 0        | 1            | 0            | —             | —             | 0        | 0        | 0    | 0    | 10        | 0         |
| Thép Xanh Nam Định     | 2025–26             | V.League 1                     | 0        | 0        | 0            | 0            | —             | —             | 0        | 0        | 0    | 0    | 0         | 0         |
| Tổng cộng sự nghiệp    | Tổng cộng sự nghiệp | Tổng cộng sự nghiệp            | 200      | 49       | 27           | 9            | 3             | 0             | 69       | 15       | 35   | 6    | 334       | 79        |

1. ↑  Bao gồm Nedbank Cup, FA Cup, Belgian Cup, Egypt Cup, Emir of Qatar Cup, Cúp Quốc gia
2. ↑  Bao gồm Carling Knockout Cup
3. 1 2 3 4 5 6 7  Số lần ra sân tại CAF Champions League
4. 1 2  Ra sân tại MTN 8
5. ↑  Một lần ra sân tại MTN 8, hai lần ra sân và một bàn thắng tại FIFA Club World Cup
6. ↑  Số lần ra sân tại Belgian Pro League play-offs giành vé dự cúp châu Âu
7. ↑  Sáu lần ra sân tại UEFA Champions League, hai lần ra sân tại UEFA Europa League
8. ↑  Một lần ra sân tại Egyptian Super Cup, một lần ra sân tại CAF Super Cup
9. ↑  Bốn lần ra sân và một bàn thắng tại FIFA Club World Cup, một lần ra sân tại Egyptian Super Cup
10. ↑  Một lần ra sân tại CAF Super Cup, bốn lần ra sân tại African Football League, ba lần ra sân và một bàn thắng tại FIFA Club World Cup, hai lần ra sân tại Egyptian Super Cup
11. ↑  Một lần ra sân tại CAF Super Cup, hai lần ra sân tại Egyptian Super Cup, một lần ra sân tại FIFA Intercontinental Cup

### Quốc tế
Tính đến 25 tháng 3 năm 2025
| Đội tuyển quốc gia | Năm       | Trận | Bàn |
| ------------------ | --------- | ---- | --- |
| Nam Phi            | 2015      | 2    | 0   |
| Nam Phi            | 2016      | 0    | 0   |
| Nam Phi            | 2017      | 9    | 4   |
| Nam Phi            | 2018      | 6    | 3   |
| Nam Phi            | 2019      | 9    | 2   |
| Nam Phi            | 2020      | 3    | 3   |
| Nam Phi            | 2021      | 6    | 1   |
| Nam Phi            | 2022      | 1    | 0   |
| Nam Phi            | 2023      | 6    | 2   |
| Nam Phi            | 2024      | 8    | 1   |
| Nam Phi            | 2025      | 2    | 0   |
| Tổng cộng          | Tổng cộng | 52   | 16  |

| #  | Ngày                 | Địa điểm                                                 | Đối thủ              | Bàn thắng | Kết quả | Giải đấu                      |
| -- | -------------------- | -------------------------------------------------------- | -------------------- | --------- | ------- | ----------------------------- |
| 1. | 25 tháng 3 năm 2017  | Sân vận động Moses Mabhida, Durban, Nam Phi              | Guiné-Bissau         | 2–0       | 3–1     | Giao hữu                      |
| 2. | 10 tháng 6 năm 2017  | Sân vận động quốc tế Godswill Akpabio, Uyo, Nigeria      | Nigeria              | 2–0       | 2–0     | Vòng loại CAN 2019            |
| 3. | 7 tháng 10 năm 2017  | Sân vận động FNB, Johannesburg, Nam Phi                  | Burkina Faso         | 1–0       | 3–1     | Vòng loại World Cup 2018      |
| 4. | 14 tháng 11 năm 2017 | Sân vận động Léopold Sédar Senghor, Dakar, Sénégal       | Sénégal              | 1–1       | 1–2     | Vòng loại World Cup 2018      |
| 5. | 24 tháng 3 năm 2018  | Sân vận động Levy Mwanawasa, Ndola, Zambia               | Zambia               | 1–0       | 2–0     | Four Nations Tournament 2018  |
| 6. | 13 tháng 10 năm 2018 | Sân vận động FNB, Johanesburg, Nam Phi                   | Seychelles           | 4–0       | 6–0     | Vòng loại CAN 2019            |
| 7. | 20 tháng 11 năm 2018 | Sân vận động Moses Mabhida, Durban, Nam Phi              | Seychelles           | 1–1       | 1–1     | Giao hữu                      |
| 8. | 24 tháng 3 năm 2019  | Sân vận động Taïeb Mhiri, Sfax, Tunisia                  | Libya                | 1–0       | 2–1     | Vòng loại CAN 2019            |
| 9. | 24 tháng 3 năm 2019  | Sân vận động Taïeb Mhiri, Sfax, Tunisia                  | Libya                | 2–1       | 2–1     | Vòng loại CAN 2019            |
| 10 | 13 tháng 11 năm 2020 | Sân vận động Moses Mabhida, Durban, Nam Phi              | São Tomé và Príncipe | 1–0       | 2–0     | Vòng loại CAN 2021            |
| 11 | 16 tháng 11 năm 2020 | Sân vận động Nelson Mandela Bay, Port Elizabeth, Nam Phi | São Tomé và Príncipe | 2–1       | 4–2     | Vòng loại CAN 2021            |
| 12 | 16 tháng 11 năm 2020 | Sân vận động Nelson Mandela Bay, Port Elizabeth, Nam Phi | São Tomé và Príncipe | 4–2       | 4–2     | Vòng loại CAN 2021            |
| 13 | 25 tháng 3 năm 2021  | Sân vận động FNB, Johannesburg, Nam Phi                  | Ghana                | 1–1       | 1–1     | Vòng loại CAN 2021            |
| 14 | 17 tháng 3 năm 2023  | Sân vận động FNB, Johannesburg, Nam Phi                  | Maroc                | 1–0       | 2–1     | Vòng loại CAN 2023            |
| 15 | 18 tháng 11 năm 2023 | Sân vận động Moses Mabhida, Durban, Nam Phi              | Bénin                | 1–0       | 2–1     | Vòng loại FIFA World Cup 2026 |
| 16 | 21 tháng 1 năm 2024  | Sân vận động Amadou Gon Coulibaly, Korhogo, Bờ Biển Ngà  | Namibia              | 1–0       | 4–0     | Cúp bóng đá châu Phi 2023     |

## Danh hiệu

### Câu lạc bộ
Mamelodi Sundowns
- Premier Soccer League: 2013–14, 2017–18
- Nedbank Cup: 2014–15[1]
- Telkom Knockout: 2015[1]
- CAF Champions League: 2016
- CAF Super Cup: 2017

Club Brugge
- Belgian Pro League: 2019–20

Al Ahly
- Egyptian Premier League: 2022–23, 2023–24
- Egypt Cup: 2021–22, 2022–23
- Egyptian Super Cup: 2021–22, 2022–23, 2023–24, 2024
- CAF Champions League: 2022–23, 2023–24
- CAF Super Cup: 2021[4]
- FIFA African–Asian–Pacific Cup: 2024
- FIFA Club World Cup hạng ba: 2021, 2023

### Đội tuyển quốc gia
- 2018 Four Nations Tournament[5][6]